# Krzysztof Bondaryk
Krzysztof Aleksander Bondaryk (ur. 12 grudnia 1959 w Białymstoku) – polski funkcjonariusz służb specjalnych, w latach 2008–2013 szef Agencji Bezpieczeństwa Wewnętrznego, generał brygady w korpusie oficerów ABW.

## Życiorys
W 1983 ukończył historię na Wydziale Humanistycznym Filii Uniwersytetu Warszawskiego w Białymstoku.
W okresie PRL związany z opozycją antykomunistyczną. Od 1980 do 1986 był rozpracowywany przez funkcjonariuszy służb specjalnych, m.in. z powodu prowadzenia „wrogiej działalności politycznej”. Do 1982 działał w nielegalnej wówczas Konfederacji Polski Niepodległej, był redaktorem związanego z KPN pisma „Czyn”. Należał też do NZS, był jednym z organizatorów regionalnego Komitetu Obrony Więzionych za Przekonania w Białymstoku. Po wprowadzeniu stanu wojennego zajmował się kolportażem i publikacją w wydawnictwach drugiego obiegu. W 1982 został tymczasowo aresztowany za prowadzoną działalność, zwolniono go po sześciu miesiącach. Był zatrudniony jako nauczyciel, a w latach 1988–1990 jako asystent w Instytucie Historii PAN. W latach 1990–1996 pełnił funkcję szefa białostockiej delegatury UOP. Następnie pracował w Katolickim Stowarzyszeniu „Civitas Christiana” i jako doradca rady miejskiej Białegostoku.
Po wyborach parlamentarnych w 1997 i utworzeniu rządu Jerzego Buzka objął funkcję dyrektora Departamentu Nadzoru i Kontroli Ministerstwa Spraw Wewnętrznych i Administracji, a od listopada 1998 do września 1999 był podsekretarzem stanu w tym resorcie. Pracował później w charakterze eksperta w zakresie bezpieczeństwa, audytu wewnętrznego i ochrony informacji niejawnych, m.in. w Trusted Information Consulting, Lukas Banku, Invest-Banku oraz PTC.
W wyborach parlamentarnych w 2001 bez powodzenia kandydował do Sejmu z listy Platformy Obywatelskiej w okręgu białostockim. Od 2003 do 2005 był członkiem rady krajowej tego ugrupowania.
Od 16 listopada 2007 pełnił obowiązki szefa Agencji Bezpieczeństwa Wewnętrznego, 16 stycznia 2008 mianowany szefem ABW. 9 listopada 2010 został mianowany na stopień generała brygady w korpusie oficerów ABW. 2 stycznia 2013 poinformowano, że podał się do dymisji, która została przyjęta przez Prezesa Rady Ministrów, co wszczęło procedurę odwoławczą.
W marcu 2013 objął obowiązki doradcy ministra obrony narodowej do spraw bezpieczeństwa cybernetycznego i pełnomocnika do tworzenia Narodowego Centrum Kryptologii. W styczniu 2015 odszedł z resortu. W grudniu 2023 został dyrektorem Biura Ministra w MSWiA. W następnym roku przeszedł na stanowisko dyrektora Departamentu Bezpieczeństwa w tym resorcie. W czerwcu 2024 został pełnomocnikiem ministra ds. bezpiecznej łączności państwowej.

## Odznaczenia
- Krzyż Komandorski Orderu Odrodzenia Polski (za wybitne osiągnięcia w działalności państwowej i publicznej, za zasługi dla umacniania bezpieczeństwa wewnętrznego i obronności kraju) – 2013[13]
- Krzyż Wolności i Solidarności – 2012[14]
- Złoty Krzyż Zasługi – 1993[15]
- Brązowy Medal „Za zasługi dla obronności kraju” – 1999[1]
- Złota Odznaka Zasłużony dla Służby Celnej – 2012[16]